# Коритно (Оплотниця)
Коритно (словен. Koritno) — поселення в общині Оплотниця, Подравський регіон‎, Словенія.